# مقام رابعة العدوية
مقام رابعة العدوية هو معلم ديني وتاريخي يُنسب إلى الصوفية الزاهدة رابعة بنت إسماعيل العدوية، وهي إحدى أبرز النساء في التاريخ الصوفي الإسلامي، يقع المقام في مدينة القدس، تحديدًا على جبل الزيتون. يُعد المقام من المواقع التي تحظى باهتمام الأشخاص المهتمين بالتاريخ الإسلامي.

## الموقع
يقع المقام خارج أسوار البلدة القديمة بالقدس، على الطريق المؤدية إلى جبل الزيتون، وهو قريب من مقبرة باب الرحمة، ويطل على الحرم القدسي القديم.

## العمارة
يتكون المقام من غرفة حجرية مربعة، تعلوها قبة صغيرة، في داخله قبر مغطى بالقماش الأخضر، وحوله بعض الزخارف والنقوش الإسلامية. يوحي طرازه المعماري بأنه بُني في العهد الأيوبي أو المملوكي، ثم أعيد ترميمه في العهد العثماني.

## الأهمية التاريخية
يعد المفام من المعالم التي يزورها المتصوفة ومحبّو التاريخ القديم، ويشكل جزءًا من التراث الصوفي في القدس. كما يستدل به على الوجود الصوفي في المدينة المقدسة.